# Sayoko Kitabatake
Sayoko Kitabatake, född 24 oktober 1978, är en japansk bågskytt. Hon deltog vid olympiska sommarspelen 2000, olympiska sommarspelen 2004 och olympiska sommarspelen 2008.